# فهرست آثار ملی شهرستان عشق‌آباد
شهرستان عشق‌آباد یکی از شهرستان‌های استان خراسان جنوبی ایران است.
رباط ده محمد نخستین اثر ملی این شهرستان است که در ۲۳ مرداد ۱۳۷۸ خورشیدی در فهرست آثار ملی ایران قرار گرفت. همچنین مسجد دستگردان قدیمی‌ترین بنای تاریخی این شهرستان است.

## آثار ثبت‌شده
| ردیف | نام اثر                 | نگاره          | دیرینگی                                      | موقعیت                                                                             | شمارهٔ ثبت | تاریخ ثبت        | منبع   |
| ---- | ----------------------- | -------------- | -------------------------------------------- | ---------------------------------------------------------------------------------- | --------- | ---------------- | ------ |
| ۱    | رباط ده محمد            |                | دورهٔ قاجار                                   | روستای ده محمد ۳۳°۵۹′۲۹٫۵″ شمالی ۵۶°۵۸′۴۵٫۱″ شرقی / ۳۳٫۹۹۱۵۲۸°شمالی ۵۶٫۹۷۹۱۹۴°شرقی | ۲۳۸۱      | ۲۳ مرداد ۱۳۷۸    | [ ۲ ]  |
| ۲    | مسجد قلعه شماره ۱       | بارگذاری تصویر | دورهٔ زند و دورهٔ قاجار                        | روستای هودر                                                                        | ۱۴۵۱۶     | ۱۶ اسفند ۱۳۸۴    | [ ۴ ]  |
| ۳    | آب‌انبار هودر            | بارگذاری تصویر | دورهٔ متاخر اسلامی                            | روستای هودر                                                                        | ۱۴۵۳۷     | ۱۶ اسفند ۱۳۸۴    | [ ۵ ]  |
| ۴    | قلعه حسن‌آباد شجاع       | بارگذاری تصویر | دورهٔ قاجار                                   | روستای حسن‌آباد شجاع                                                                | ۱۴۸۴۲     | ۱۶ اسفند ۱۳۸۴    | [ ۶ ]  |
| ۵    | خانه شجاع سنگچولی       | بارگذاری تصویر | دورهٔ قاجار                                   | روستای حسن‌آباد شجاع                                                                | ۱۴۸۵۷     | ۱۶ اسفند ۱۳۸۴    | [ ۷ ]  |
| ۶    | خانه باغ غیاثی          |                | دورهٔ پهلوی                                   | روستای منصوریه ۳۴°۱۳′۵۴٫۷″ شمالی ۵۶°۵۶′۳۷٫۸″ شرقی / ۳۴٫۲۳۱۸۶۱°شمالی ۵۶٫۹۴۳۸۳۳°شرقی | ۱۴۸۵۸     | ۱۶ اسفند ۱۳۸۴    | [ ۸ ]  |
| ۷    | خانه شماره دو بادام تک  | بارگذاری تصویر | دورهٔ قاجار                                   | مجموعه بادام تک                                                                    | ۱۴۸۶۰     | ۱۶ اسفند ۱۳۸۴    | [ ۹ ]  |
| ۸    | خانه شماره یک بادام تک  | بارگذاری تصویر | دورهٔ قاجار                                   | مجموعه بادام تک                                                                    | ۱۴۸۶۱     | ۱۶ اسفند ۱۳۸۴    | [ ۱۰ ] |
| ۹    | حسینیه یوسف‌آباد         | بارگذاری تصویر | دورهٔ قاجار                                   | روستای یوسف‌آباد                                                                    | ۱۴۸۷۳     | ۱۶ اسفند ۱۳۸۴    | [ ۱۱ ] |
| ۱۰   | مسجد دستگردان           | بارگذاری تصویر | سدهٔ هفتم و هشتم                              | روستای دستگردان                                                                    | ۱۴۸۷۴     | ۱۶ اسفند ۱۳۸۴    | [ ۳ ]  |
| ۱۱   | مسجد یوسف‌آباد           | بارگذاری تصویر | دورهٔ قاجار                                   | روستای یوسف‌آباد                                                                    | ۱۴۸۷۷     | ۱۶ اسفند ۱۳۸۴    | [ ۱۲ ] |
| ۱۲   | برج ازبکوه              | بارگذاری تصویر | دورهٔ قاجار                                   | روستای ازبکوه                                                                      | ۱۵۱۰۲     | ۲۴ اسفند ۱۳۸۴    | [ ۱۳ ] |
| ۱۳   | خانه جمشید نجفی         | بارگذاری تصویر | دورهٔ افشار                                   | روستای یوسف‌آباد                                                                    | ۱۵۱۱۱     | ۲۴ اسفند ۱۳۸۴    | [ ۱۴ ] |
| ۱۴   | خانه خان یوسفی          | بارگذاری تصویر | دورهٔ صفوی ـ دورهٔ قاجار                       | روستای هودر                                                                        | ۱۸۷۵۵     | ۲۸ اسفند ۱۳۸۵    | [ ۱۵ ] |
| ۱۵   | قلعه پاشنه داران        | بارگذاری تصویر | دورهٔ قاجار                                   | روستای پاشنه دران                                                                  | ۱۹۰۸۸     | ۲۰ اردیبهشت ۱۳۸۶ | [ ۱۶ ] |
| ۱۶   | قلعه محمدآباد صاحب کار  | بارگذاری تصویر | دورهٔ قاجار                                   | روستای محمدآباد صاحب کار                                                           | ۱۹۰۸۹     | ۲۰ اردیبهشت ۱۳۸۶ | [ ۱۷ ] |
| ۱۷   | خانه محمود نجفی         | بارگذاری تصویر | دورهٔ افشار                                   | روستای حسن‌آباد شجاع                                                                | ۱۹۰۹۰     | ۲۰ اردیبهشت ۱۳۸۶ | [ ۱۸ ] |
| ۱۸   | آب‌انبار سردار مکرم      | بارگذاری تصویر | دورهٔ متاخر اسلامی (دورهٔ زند و دورهٔ افشار)    | روستای امیرآباد                                                                    | ۱۹۸۸۳     | ۲۲ آبان ۱۳۸۶     | [ ۱۹ ] |
| ۱۹   | قلعه نصرت‌آباد           | بارگذاری تصویر | دورهٔ متاخر اسلامی (دورهٔ افشار تا دورهٔ قاجار) | روستای نصرت‌آباد                                                                    | ۱۹۸۹۱     | ۲۲ آبان ۱۳۸۶     | [ ۲۰ ] |
| ۲۰   | قلعه سرکار              | بارگذاری تصویر | دورهٔ متاخر اسلامی (ادورهٔ افشار)              | روستای یوسف‌آباد                                                                    | ۱۹۹۱۸     | ۲۲ آبان ۱۳۸۶     | [ ۲۱ ] |
| ۲۱   | حسینیه قدیم کلشانه      | بارگذاری تصویر | دورهٔ افشار                                   | روستای کلشانه                                                                      | ۱۹۹۹۱     | ۲۲ آبان ۱۳۸۶     | [ ۲۲ ] |
| ۲۲   | قلعه شاهزاده            | بارگذاری تصویر | دورهٔ قاجار                                   | روستای وکیل‌آباد                                                                    | ۱۹۹۹۲     | ۲۲ آبان ۱۳۸۶     | [ ۲۳ ] |
| ۲۳   | برج معدن قلعه           | بارگذاری تصویر | دورهٔ قاجار                                   | روستای معدن قلعه                                                                   | ۱۹۹۹۳     | ۲۲ آبان ۱۳۸۶     | [ ۲۴ ] |
| ۲۴   | قلعه حاجی عباسی         | بارگذاری تصویر | دورهٔ قاجار                                   | روستای غنی‌آباد                                                                     | ۲۰۴۶۴     | ۱۲ دی ۱۳۸۶       | [ ۲۵ ] |
| ۲۵   | قلعه کلشانه             | بارگذاری تصویر | دورهٔ افشار                                   | روستای کلشانه                                                                      | ۲۲۱۳۰     | ۲۶ اسفند ۱۳۸۶    | [ ۲۶ ] |
| ۲۶   | خانه حبیب‌الله مؤدب      | بارگذاری تصویر | دورهٔ افشار                                   | روستای کلشانه                                                                      | ۲۲۷۵۷     | ۲۸ اسفند ۱۳۸۶    | [ ۲۷ ] |
| ۲۷   | خانه سردار مکرم         | بارگذاری تصویر | دورهٔ افشار                                   | روستای امیرآباد                                                                    | ۲۲۷۶۲     | ۲۸ اسفند ۱۳۸۶    | [ ۲۸ ] |
| ۲۸   | خانه کربلایی عباس عباسی | بارگذاری تصویر | دورهٔ افشار                                   | روستای کلشانه                                                                      | ۲۲۷۶۷     | ۲۸ اسفند ۱۳۸۶    | [ ۲۹ ] |
| ۲۹   | قلعه عابدی              | بارگذاری تصویر | دورهٔ قاجار                                   | شهر عشق‌آباد                                                                        | ۲۴۳۶۱     | ۱۵ دی ۱۳۸۷       | [ ۳۰ ] |